# Antherotoma naudinii
Antherotoma naudinii är en tvåhjärtbladig växtart som beskrevs av Joseph Dalton Hooker. Antherotoma naudinii ingår i släktet Antherotoma och familjen Melastomataceae. Inga underarter finns listade i Catalogue of Life.